# Pauline Grabosch
Pauline Grabosch (Magdeburgo, 14 de janeiro de 1998) é uma desportista alemã que compete no ciclismo na modalidade de pista, especialista nas provas de velocidade.
Ganhou três medalhas no Campeonato Mundial de Ciclismo em Pista, nos anos 2018 e 2020, e três medalhas de prata no Campeonato Europeu de Ciclismo em Pista, nos anos 2016 e 2017.

## Medalheiro internacional
| Campeonato Mundial | Campeonato Mundial         | Campeonato Mundial | Campeonato Mundial     |
| Ano                | Lugar                      | Medalha            | Competição             |
| ------------------ | -------------------------- | ------------------ | ---------------------- |
| 2018               | Apeldoorn ( Países Baixos) | Medalha de ouro    | Velocidade por equipas |
| 2018               | Apeldoorn ( Países Baixos) | Medalha de bronze  | Velocidade individual  |
| 2020               | Berlim ( Alemanha)         | Medalha de ouro    | Velocidade por equipas |
| Campeonato Europeu |                            |                    |                        |
| Ano                | Lugar                      | Medalha            | Competição             |
| 2016               | Saint-Quentin ( França)    | Medalha de prata   | 500 m contrarrelógio   |
| 2017               | Berlim ( Alemanha)         | Medalha de prata   | 500 m contrarrelógio   |
| 2017               | Berlim ( Alemanha)         | Medalha de prata   | Velocidade por equipas |

1. 1 2  Competiu na rodada de classificação.